# Asienspiele 2014/Trampolinturnen
Bei den Asienspielen 2014 in Incheon, Südkorea wurden am 26. September 2014 zwei Wettbewerbe im Trampolinturnen ausgetragen, jeweils einer für Frauen und Männer.

## Männer
| Platz | Land | Athlet              | Punkte |
| ----- | ---- | ------------------- | ------ |
| 1     | CHN  | Dong Dong           | 62,480 |
| 2     | CHN  | Tu Xiao             | 60,435 |
| 3     | JPN  | Yasuhiro Ueyama     | 59,415 |
| 4     | JPN  | Masaki Itō          | 59,350 |
| 5     | KAZ  | Pirmammad Aliyev    | 56,380 |
| 6     | UZB  | Samirbek Usmonov    | 53,085 |
| 7     | KAZ  | Rafael Fatkhelyanov | 52,475 |
| 8     | KOR  | Lee Min-woo         | 45,695 |

Das Finale fand am 26. September statt.

## Frauen
| Platz | Land | Athletin             | Punkte |
| ----- | ---- | -------------------- | ------ |
| 1     | CHN  | Li Dan               | 57,000 |
| 2     | CHN  | Zhong Xingping       | 54,830 |
| 3     | JPN  | Ayano Kishi          | 52,565 |
| 4     | UZB  | Yekaterina Xilko     | 51,365 |
| 5     | UZB  | Anna Kasparyan       | 50,760 |
| 6     | QAT  | Nadeen Wehdan        | 47,315 |
| 7     | THA  | Tamonwan Jantanakate | 40,305 |

Das Finale fand am 26. September statt.